# Maoizm

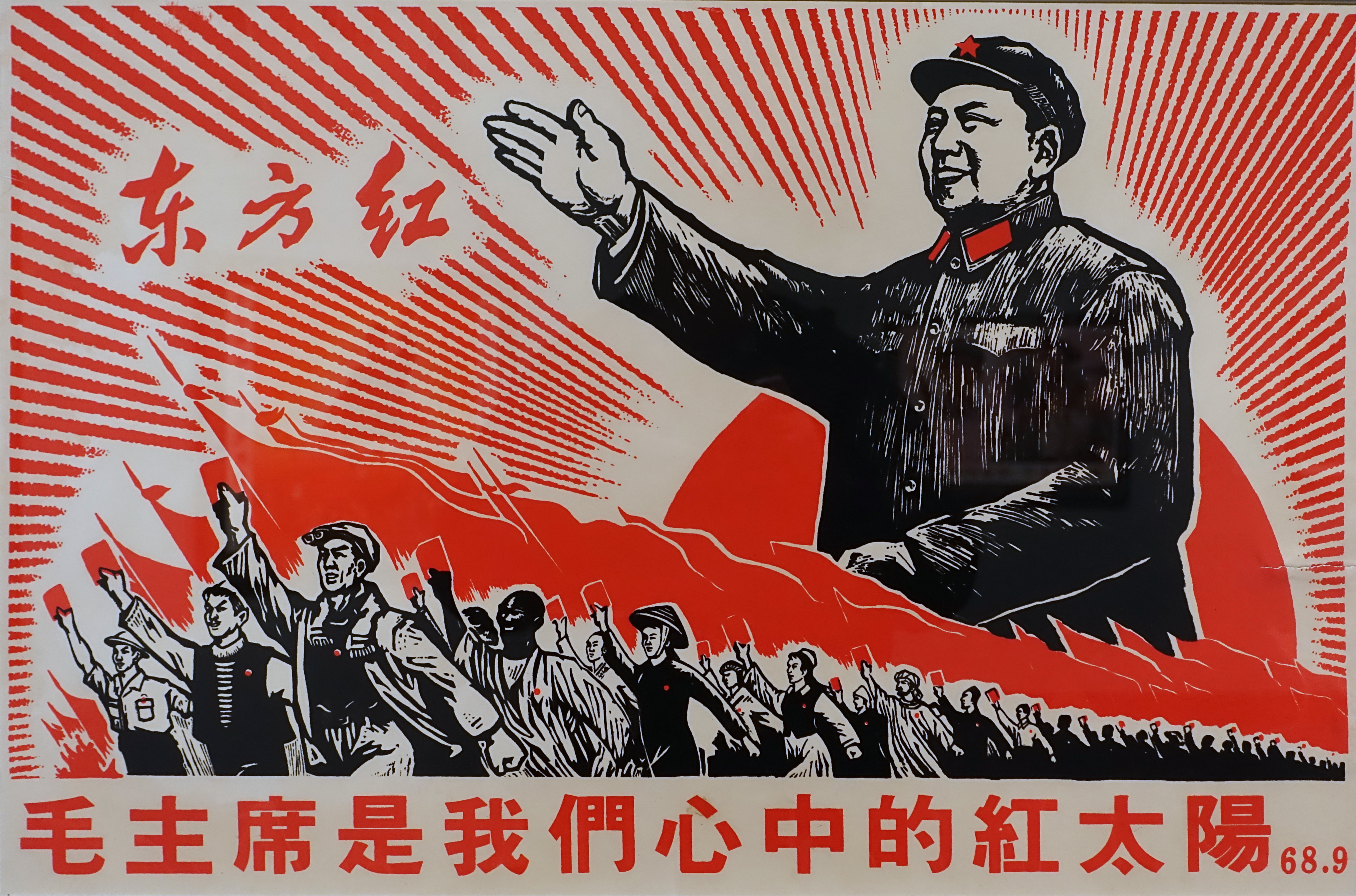
Przewodniczący Mao jest Czerwonym Słońcem w Naszych Sercach – przykład propagandy maoistycznej

Maoizm (chiń. upr. 毛泽东思想; chiń. trad. 毛澤東思想; pinyin Máo Zédōng Sīxiǎng; dosł. „Myśl Mao Zedonga”) – wariant ideologii komunistycznej, rozwinięcie marksizmu-leninizmu opartego na ideach przywódcy Komunistycznej Partii Chin Mao Zedonga. Maoizm jako odrębna ideologia ujawnił się w 1958 r. proklamowaniem kursu „trzech czerwonych sztandarów” (alternatywna wobec radzieckiej drogi budowy komunizmu). Po rozbiciu radykalnej „bandy czworga” przez pragmatyków (1976–1977) został praktycznie wyparty przez dengizm, który w latach 90. XX w. uzupełniła Zasada Trzech Reprezentacji Jiang Zemina. Maoizm przyjęły m.in. komunistyczne partie w Chinach, Albanii, Malezji, Indonezji, Tajlandii, Birmie, Indiach (Komunistyczna Partia Indii – Marksistowsko-Leninowska), Nepalu (Komunistyczna Partia Nepalu (Maoistowska)), Australii, Peru (Sendero Luminoso). Najsilniejsze wpływy w Europie Zachodniej zdobyli maoiści w Holandii, Portugalii, Belgii i Norwegii. Wśród polskich komunistów zwolennikiem maoizmu był Kazimierz Mijal. Maoizm inspirował też ruchy kontestacyjne w rozwiniętych krajach kapitalistycznych (Maj 1968) i organizacje partyzanckie w wielu krajach Trzeciego Świata.

## Wstęp
Maoizm, choć opierał się na importowanym z Europy marksizmie, ukształtował się pod wpływem chińskiej tradycji intelektualnej. Mao już na VI Plenum KC KPCh w październiku 1938 r. postulował „schińszczenie marksizmu” przez nadanie mu „specyficznych cech chińskich”:
„Marksizm powinien przybrać narodową formę, zanim może być zastosowany. Nie ma takiego pojęcia jak abstrakcyjny marksizm, istnieje tylko marksizm konkretny. To, co my nazywamy konkretnym marksizmem – jest marksizmem, który przybrał narodową formę”.
Mao Zedong w latach 1943–1976 był liderem Komunistycznej Partii Chin. Maoizm nie tylko wpłynął na rozwój ustroju Chin, lecz na światowy ruch komunistyczny doprowadzając do powstania tzw. nurtu antyrewizjonistycznego. Ruchy maoistowskie istnieją w bogatych krajach kapitalistycznych, jak i państwach trzeciego świata.

## Geneza
Pierwszym impulsem do wyodrębnienia się maoizmu z proradzieckiego ruchu komunistycznego były wydarzenia 1927 r., gdy prawica Kuomintangu zerwała sojusz z Komunistyczną Partią Chin i zmasakrowała kadry komunistów; wydarzenia te wykazały błędność narzuconej przez Komintern strategii frontu narodowego. Niedobitki komunistów uszły na wieś, gdzie rozpoczęły zbrojną walkę partyzancką w oparciu o masy chłopskie („długotrwała wojna ludowa”). Zrodzony w warunkach wojny domowej maoizm od początku cechował się militaryzmem i jawnym dążeniem do monopolu władzy.
Już w 1938 roku na VI Plenum KC KPCh, Mao proponował schińszczenie marksizmu i nadanie mu specyficznych cech chińskich. Mao uważał, że marksizm powinien przybrać cech narodowych.
Po zdobyciu władzy w Chinach maoiści stanęli przed zadaniem przeprowadzenia industrializacji ogromnego i zacofanego kraju; brak środków własnych i niemożność uzyskania wydatnej pomocy z zewnątrz zmusił ich do przyjęcia zasady „opierania na własnych siłach”, co w praktyce oznaczało dokonywanie pierwotnej akumulacji kapitału kosztem bieżących potrzeb ludności; Chińczykom narzucono ascetyczny styl życia w imię szczęścia przyszłych pokoleń. Model ten doprowadził do konfliktu z wyżej rozwiniętym ZSRR:
„Chińczycy [...] rozpaczliwie potrzebowali inwestycji aby stworzyć nowe przemysły od zera, używali najbardziej prymitywnych metod, jeśli było to konieczne, i chcieli utrzymać standard życia najniżej jak to możliwe. Rozbieżne interesy doprowadziły do narastającej ostrości sporów o podział zasobów, a z ekonomicznych różnic wyrosły różnice ideologiczne. [...] Rosyjska biurokracja potrzebowała ostrego odwrotu od stalinowskiej ideologii niekończącego się poświęcenia i nieustającej mobilizacji. Chińczycy, jeszcze na etapie pierwotnej akumulacji, potrzebowali takiej ideologii bardziej niż kiedykolwiek”.
Drugą przyczyną zerwania z ZSRR były mocarstwowe ambicje Chin, niegodzących się na rolę satelity. Na Naradzie Partii Komunistycznych i Robotniczych Świata w Moskwie w 1960 r. delegacja KPCh potępiła radziecką politykę „pokojowego współistnienia”, w 1963 chińska prasa oskarżyła ZSRR o restaurację kapitalizmu, w 1964 ChRL wystąpiła z pretensjami terytorialnymi wobec ZSRR; równocześnie głoszono, że centrum rewolucji światowej przesuwa się do Chin („Wiatr ze wschodu przeważa nad wiatrem z zachodu”).

## Podstawowe elementy
1. Wojna Ludowa i linia mas: partia, zarówno w polityce, jak i walce rewolucyjnej, nie musi być oddzielona od mas ludowych. Aby przeprowadzić udaną rewolucję, najważniejszym zagadnieniem muszą być żądania stawiane przez masy.
2. Nowa Demokracja: w tak zwanych krajach zacofanych socjalizm nie może być wprowadzony, zanim kraj nie przejdzie przez okres, w którym nastąpią warunki poprawy materialnej – nie może być to bowiem proces przeprowadzony przez burżuazję.
3. Sprzeczności jako najważniejsze cechy społeczeństwa: społeczeństwo jest zdominowane przez wiele sprzeczności, które wymagają różnych strategii. Rewolucja jest konieczna, aby całkowicie rozwiać antagonistyczne sprzeczności, takie jak między pracą a kapitałem.
4. Rewolucja kulturalna: rewolucja nie wymazuje ideologii burżuazyjnej; walka klasowa trwa, a nawet nasila się w czasie budowy socjalizmu. Dlatego musi być prowadzona ciągła walka z ideologiami burżuazyjnymi i ich korzeniami społecznymi. Rewolucja kulturalna jest skierowana także przeciwko tradycjonalizmowi.
5. Trzy światy: w okresie zimnej wojny dwa imperialistyczne państwa: Stany Zjednoczone i Związek Radziecki tworzyły „pierwszy świat”. Drugim światem były pozostałe kraje imperialistyczne znajdujące się pod wpływami USA czy ZSRR, a zatem odpowiednio: kraje NATO i Układu Warszawskiego. Do trzeciego świata zalicza się wszystkie kraje antyimperialistyczne. Zarówno pierwszy, jak i drugi świat wykorzystują kraje trzeciego świata, jednak to pierwszy świat odgrywa rolę dominującą, zaś drugi świat jest podporządkowany krajom pierwszego. Robotnicy w krajach pierwszego i drugiego świata zostali „wykupieni” przez imperializm, tym samym zapobiegli rewolucji socjalistycznej. Z tego powodu rewolucja najczęściej pojawia się w krajach trzeciego świata, osłabia to imperializm i otwiera drogę do rewolucji w innych krajach[11].

## Założenia
Maoizm był niespójny, co wynikało z programowego antyintelektualizmu Mao (charakterystyczna przypowieść o wyższości Dziadka Głupiego nad Dziadkiem Mądrym). Mao podkreślał, że: „Słuszne idee człowieka pochodzą jedynie ze społecznej praktyki”, a nie z wiedzy książkowej. Według Janusza Janickiego ruch maoistowski kształtował się poza kręgiem tradycji marksistowskiej, sam Mao miał nie znać prac klasyków marksizmu, poza nielicznymi tłumaczeniami chińskimi niektórych prac Marksa, czy Engelsa (a także Lenina). Mao jednak przyjął część terminologii i słownictwa marksistowskiego. Większy od marksizmu wpływ na idee Mao wywarł konfucjanizm (później przez niego krytykowany) i tradycyjne filozofie chińskie. W niektórych tezach Mao pozostawał krytyczny wobec myśli Lenina, m.in. poparł koncepcję mechanicznego determinizmu, która została przez Lenina odrzucona.
Maoistowska filozofia akcentuje marksowskie prawo „jedności i walki przeciwieństw” głosząc, że „sprzeczne strony nie mogą istnieć izolowane jedna od drugiej”. Zdaniem maoistów wszystko, co dzieje się w świecie, jest wynikiem sprzeczności i do nich się sprowadza: „Sprzeczność i walka są powszechne i absolutne”. Następstwem tej tezy był pogląd, że naturalnym stanem życia społecznego jest walka, a równowaga może być tylko etapem przejściowym szybko prowadzącym do pojawienia się nowych przeciwieństw („walka między nowym a starym, między słusznym a błędnym nie ustanie nigdy”). Co więcej, prawidłowość ta dotyczyć miała także socjalizmu, w którym motorem miały być „sprzeczności w łonie ludu”, prowadzące do odradzania się walki klasowej. Mao podkreślał, że nawet w warunkach dyktatury proletariatu „walka klasowa między proletariatem a burżuazją w dziedzinie ideologii będzie trwać długo i przebiegać zygzakami”.
Oznaczało to uznanie równorzędności „bazy” (sił wytwórczych) i nadbudowy (stosunków produkcji i kultury) – jak pisał „Renmin Ribao” (30 XI 1971 r.): „w pewnych warunkach stosunki produkcji i nadbudowa 'mogą z kolei występować w głównej, decydującej roli'”. Takie postrzeganie rzeczywistości nadawało maoizmowi charakter woluntarystyczny – w jego ujęciu rzeczywistość podporządkowana jest człowiekowi, jego myśli, woli i działaniu. Mao pisał o „przenoszeniu gór”: „jeżeli masy ludowe całego kraju powstaną, żeby razem z nami znieść te góry, czemu to nie moglibyśmy ich znieść?”. Stąd brały się takie koncepcje jak „wielki skok”, czyli próba dogonienia krajów rozwiniętych w ciągu 5 lat, czy typowe dla maoistów uparte dążenie do rewolucji bez względu na okoliczności.
Woluntaryzm nakazuje maoistom „przyśpieszać” rewolucję bez względu na obiektywne warunki. Rewolucja rozumiana jest jako wojna domowa, pokojową drogę do socjalizmu odrzucono jako utopię. „Rewolucja to nie obiad proszony”, głosi znany aforyzm Mao. Maoiści absolutyzują przemoc: „przebudować cały świat można tylko z pomocą karabinu”. Wiąże się z tym aprobata wojny: wojna uważana jest nie tylko za zjawisko w społeczeństwie klasowym nieuchronne, ale i pożądane, jako że prowadzić ma do rewolucji. „Wojna rewolucyjna jest swego rodzaju antytoksyną, nie tylko złamie ona zaciekły napór wroga, lecz oczyszcza również nasze własne szeregi od wszelkiego plugastwa”. Dlatego według Mao „Wojna to dobra rzecz”, a pokojowe współistnienie atakowane było jako zdrada rewolucji. Główną armią rewolucji socjalistycznej w skali światowej miały być chłopskie ruchy narodowowyzwoleńcze III Świata, prowadzące „długotrwałą wojnę ludową” o charakterze partyzanckim. Jak zauważał Mao, „Walka narodowa jest w ostatecznym rachunku walką klasową”.
Maoistowska wizja sprawiedliwego społeczeństwa kojarzyła zarówno azjatyckie tradycje wiejskich komun, jak i ultrarewolucyjne pragnienie osiągnięcia komunizmu w ciągu jednego pokolenia. Wiązała się z tym idea radykalnego zerwania z przeszłością i nihilistyczny stosunek do zastanej kultury: wielki skok odbywał się pod hasłami „zabić ślepą wiarę w autorytety” i „uwolnić się od starych dogmatów”. Przejawami antytradycjonalizmu maoistów było zarówno poparcie emancypacji kobiet, jak kult młodości. Mao pisał, że „młodzież stanowi najbardziej aktywną i najbardziej żywotną siłę społeczeństwa”, bo „jest najmniej konserwatywna”. Antytradycjonalizmowi towarzyszył jednak purytanizm obyczajowy maoistów, przejawiający się np. w negatywnym stosunku do homoseksualizmu.
Maoizm był skrajnie kolektywistyczny, egalitarny i ascetyczny (najpełniej oddawała to broszura z czasów rewolucji kulturalnej „Sto zasad zniszczenia starego i ustanowienia nowego”). Mao głosił, że bieda „jest to rzecz dobra. Bieda pobudza dążenie do przemian, dążenie do walki, do rewolucji”, a „interesy części trzeba podporządkować interesom całości”. Droga do komunizmu miała prowadzić przez militaryzację pracy i całkowite uspołecznienie własności w komunach. Janusz Janicki tak tłumaczy tę stronę maoizmu: „w 800-milionowym narodzie dysponującym niewielkimi mocami produkcyjnymi, których wzrost będzie stale pozostawał daleko w tyle za potrzebami mierzonymi skalą rozwiniętych krajów współczesnego świata, ideał równości społecznej musi przybierać postać uniformizmu opartego na ascetycznych wzorcach życiowych”.
Ten scentralizowany „koszarowy komunizm” dialektycznie wiązał się jednak z apoteozą żywiołowości mas. Mao głosił, że: „Masy są prawdziwymi bohaterami, my sami natomiast bardzo często bywamy nieporadni do śmieszności”. Prowadziło to do prób radykalnej decentralizacji państwa poprzez nadanie samodzielności komunom ludowym. By przeciwdziałać biurokratyzowaniu się aparatu partyjnego, Mao sformułował ideę „kontynuowania rewolucji w warunkach dyktatury proletariatu”; jej istotą miały być okresowe kampanie czystek dokonywanych przez rewolucyjne masy. Największa z nich to Wielka Proletariacka Rewolucja Kulturalna w latach 1966–1971, przeprowadzana pod hasłem „Tysiące zasad marksizmu można zawrzeć w jednej: Bunt to słuszna sprawa”.
Politykę zagraniczną maoizmu cechowała zmienność. W pierwszym etapie Komunistyczna Partia Chin usiłowała przejąć z rąk radzieckich kierownictwo światowego ruchu komunistycznego, udało się jednak pozyskać tylko nieliczne partie komunistyczne (m.in. Albańską Partię Pracy). Niepowodzenie tej strategii sprawiło, że we wrześniu 1965 r. Lin Biao proklamował jako zasadniczą sprzeczność współczesnego świata konflikt między „światową wsią” (zacofane kraje postkolonialne) i „światowym miastem” (imperializm) i rzucił hasło „światowa wieś okrąża miasto świata”. Naturalnym przywódcą uciskanych narodów III Świata w ich walce przeciw „imperializmowi i socjalimperializmowi” miały być Chiny. Po X Zjeździe KPCh koncepcja ta została przetworzona w teorię „trzech światów”: pierwszy stanowić miały „hegemonistyczne” supermocarstwa (ZSRR i USA), drugi – rozwinięte kraje kapitalistyczne i socjalistyczne, które eksploatują narody postkolonialne, ale same manipulowane są przez supermocarstwa, a trzeci – kraje zacofane. Co więcej, ZSRR zostało uznane za groźniejszego przeciwnika od USA. Szef chińskiej dyplomacji Huang Hua oznajmił: „Musimy zjednoczyć się z Trzecim Światem, pozyskać Drugi Świat oraz wykorzystać sprzeczności pomiędzy obydwoma supermocarstwami [...] Pozyskanie i przyciągnięcie Stanów Zjednoczonych pozwoli nam wpierw skoncentrować wszystkie siły przeciwko głównemu arcywrogowi – rewizjonistycznemu socjalimperializmowi radzieckiemu”.
Najwięcej zbieżności dostrzec można z legizmem głoszącym kult nieograniczonej władzy państwa oraz odrzucającym metafizykę i tradycję. W przemówieniu w Beidaihe w 1958 r. Mao otwarcie powiedział, że „trzeba kojarzyć Marksa z Qin Shi Huangiem”. Paradoksalnie jednak w maoizmie odkryć można też ślady przeciwstawnej legizmowi filozofii taoistycznej, np. w sposobie rozumienia dialektyki czy idei prostego życia w autarkicznych wspólnotach wiejskich. Z taoistycznej tradycji wyrastały przejawiane przez Mao w początkach działalności sympatie anarchistyczne, które później znalazły swój wyraz w praktykach „rewolucji kulturalnej”. Na praktykę maoistowskich Chin podskórny wpływ wywierał też konfucjanizm (np. kolektywistyczny ideał Wielkiej Jedni), choć jego konserwatywno-hierarchiczna ideologia „harmonii” była przez maoistów gwałtownie zwalczana.
Po X Zjeździe KPCh wysunięto teorię „trzech światów”. Zakładała ona istnienie trzech grup państw: supermocarstw (ZSRR i USA); krajów kapitalistycznych i socjalistycznych; państw trzeciego świata (Azja, Afryka, Ameryka Łacińska, Chiny oraz niektóre z krajów socjalistycznych). Według teorii maoistycznych główna walka na świecie nie przebiegała między krajami bloku zachodniego i wschodniego, lecz między ZSRR i USA przeciwko krajom trzeciego świata i ruchom narodowowyzwoleńczym. „Narodowa rewolucja” w Azji, Afryce i Ameryce Łacińskiej miała być dowodem na to, że centrum rewolucji przesuwa się z Europy do kontynentów uboższych. Główna rola w rewolucji „biednego wiejskiego Wschodu” przeciwko „bogatemu miejskiemu Zachodowi” miała przypaść Chinom.
Maoiści krytykują zachodnioeuropejskie taktyki walki o prawa pracowników, takie jak pokojowa droga przejścia z kapitalizmu do socjalizmu, czy „ekonomizacja robotników”. Maoiści uważają, że w krajach socjalistycznych doszło do procesów restauracji kapitalizmu. Odrzucono teorię rewolucji proletariackiej, zastępując ją wizją organizacji guerilli chłopskiej.
Istotną rolę miała odegrać też teoria konfliktu Północ-Południe. Według tez maoistowskich konflikt ten miał opierać się na przekonaniu Północy o tym, że powinna ona utrzymać kraje Południa w stanie zależności gospodarczej, kolonialnej, neokolonialnej i politycznej. Według maoistów jedynym rozwiązaniem tego konfliktu jest rewolucja światowa, która przywróci globalną równowagę.

## Rozłam w ruchu komunistycznym
Tendencje stricte maoistowskie miały miejsce w Chinach już od początku działalności Mao. Przybrały jednak na sile w latach 1957–1959 kiedy Mao umocnił swoją pozycję wewnątrzpartyjną. W chińskich pismach komunistycznych zaczęły się wówczas pojawiać artykuły krytykujące pozostałe państwa demokracji ludowej. Krytykowano główne założenia strategii ruchu komunistycznego. W 1960 roku ukazał się zbiór Niech żyje leninizm, który rozkolportowany został też poza granicami ChRL. Ukazanie się tej pracy uważane jest za początek maoistowskich prób zdobycia hegemonii w ruchu komunistycznym. Od 1960 roku maoiści rozpoczęli swoją ofensywę próbując wykorzystywać do tego przeróżne okazje a przede wszystkim agitując na rzecz maoizmu na łamach organizacji takich jak Światowa Federacja Związków Zawodowych, Światowa Federacja Młodzieży Demokratycznej czy Światowa Federacja Kobiet. Do pierwszej konfrontacji maoistów z pozostałymi przedstawicielami ruchów komunistycznych doszło w listopadzie 1960 roku na naradzie 81 partii o profilu robotniczym i komunistycznym. Delegaci chińscy zakwestionowali tezy o możliwości pokojowej budowy socjalizmu i strategię pozostałych partii. Delegacja z KPCh podpisała dokument konferencji jednak był to jedynie manewr taktyczny maoistów.
W 1961 roku Zhou Enlai obecny na XXII Zjeździe Komunistycznej Partii Związku Radzieckiego skrytykował partię i przeciwstawił hasła maoistowskie hasłom komunistów radzieckich. Podobną taktykę przyjęły delegacje chińskie na innych zjazdach partii komunistów. Pod koniec 1962 roku w organie KPCh, Renmin Ribao ukazał się artykuł, który przedstawił ruch robotniczy jako dzielący się na rewizjonistów (większość) i rewolucjonistów (mniejszość). Gdy narada partii komunistycznych z 1960 roku pokazała, że większość ruchu odrzuca maoizm, 14 czerwca 1963 roku Chińczycy wysłali do Komitetu Centralnego KPZR 25-punktowy list, w którym domagali się zaakceptowania przez partię radziecką postulatów maoistycznych. KC KPZR podjął się prób dyskusji z Chińczykami, lecz zostały one przez stronę chińską odrzucone. Po nieudanych rozmowach, Komitet Centralny KPZR rozesłał listy do organizacji partyjnych ZSRR, w których informował o tym, że chińscy komuniści chcą narzucić ruchowi komunistycznemu swój własny punkt widzenia określony przez KC KPZR jako dogmatyczny i sekciarski.
ChRL dystansowała się od ZSRR przechodząc na pozycję wrogie Sowietom. Rząd Chin zerwał kontakty gospodarcze i kulturalne z ZSRR oraz wystąpił z pretensjami terytorialnymi. Komuniści chińscy krytykowali zarówno ZSRR i USA określając je jako imperialistyczne supermocarstwa. Maoiści ogłosili kraje bloku wschodniego jako zdrajcy sprawy rewolucji. Chińczycy starali się utworzyć odrębny międzynarodowy ruch robotniczy, a następnie opanować organizacje narodowowyzwoleńcze w państwach Azji, Afryki i Ameryki Łacińskiej. Aby to osiągnąć zintensyfikowano działalność Wydziału Propagandy KPCh która w 1962 roku zatrudniała 200 działaczy (w tym 100 spoza ChRL). Z okresu końca zimy i początku wiosny 1963 roku maoiści prowadzili zintensyfikowaną kampanię w krajach kapitalistycznych Europy oraz powstawały pisma o orientacji maoistowskiej. W 1963 roku powstało m.in. chińskie pismo „Pekin Review” w wersji francusko, niemiecko i hiszpańskojęzycznej. Radio Pekin dla zagranicy zwiększyło liczbę programu do 105 godzin tygodniowo (w 1950 tylko 66 godzin programów). Pewną rolę w budowaniu ruchu maoistowskiego w Europie zachodniej mieli chińscy ambasadorzy którzy kolportowali pisma maoistowskie i nawiązywali współpracę z sympatykami idei Mao.
W Szwajcarii powstało pismo „Octobre” a we Włoszech odrębna partia maoistowska. Inicjatywy takie cieszyły się poparciem finansowym ze strony Komunistycznej Partii Chin. Dużą rolę w budowaniu ruchu maoistowskiego miała Albania. Albania jako jedyny kraj bloku wschodniego opowiedziała się za drogą prochińską. Albańczycy otworzyli nadajniki dla radia chińskiego oraz od 1967 roku zapraszali do swojego kraju delegacje młodzieżowe (głównie studenci) z Europy zachodniej. Często młodzież ta po powrocie do krajów organizowała ruch maoistowski.

## Działalność ruchów maoistowskich
Ruchy maoistowskie i promaoistowskie zaczęły działać w Europie Zachodniej i innych rejonach już od 1963 roku. Zasilili je głównie byli członkowie partii komunistycznych, ale też i osoby które nigdy wcześniej nie miały styczności z ruchem komunistycznym. Organizacje maoistowskie powstały na bazie kół studiów maoistowskich, redakcji pism czy towarzystw przyjaźni z Chinami. KPCh podjęły kroki mające zjednoczyć ruchy maoistowskie które nie odgrywały dużej roli politycznej. W 1968 roku odbyło się międzynarodowe seminarium a wstępna narada konsultacyjna w 1969 roku. Problem ten powrócił w czasie rozmów między KPCh a delegacjami maoistowskimi z okazji 20. rocznicy utworzenia Chin Ludowych. W okresie od 1967 do 69 tworzono partie polityczne o ideologii maoistycznej. Partie jednoczące wcześniejsze grupy maoistów często rozpadały się.
Wraz z rozłamami w grupach maoistowskich, KPCh postanowiło utworzyć listę organizacji maoistowskich „zalegalizowanych”, czyli takich które popierane były przez władzę Chińskiej Partii Komunistycznej. Niektóre z partii zostały usunięte z listy, m.in. w 1968 roku skreślona została z listy partia belgijska na czele z Jacques’em Grippym. Niekiedy ruchy promaoistowskie nie miały dużej wiedzy o teorii maoistowskiej. Miało to miejsce m.in. w czasie paryskich protestów studenckich w 1968 roku gdy studenci nieśli portrety Mao tylko dlatego, że polityk ten uosabiał wzorzec rewolucjonisty. Inne grupy niemaoistowskie odwoływały się do rewolucji kulturalnej lub innych elementów idei maoizmu. W środowiskach robotników, głównie cudzoziemskich gdzie maoizm zdobył pełne wpływy kojarzono ten nurt jako ideologię działającą na rzecz równości społecznej i uosobienie walki biednych z bogatymi. W krajach ubogich maoizm działał jako ruch antymieszczańskiej rewolucji chłopskiej czy ideologii antykolonialnej. Maoizm niekiedy działał jako jedna z tendencji sinofilizmu czy zainteresowania Chinami. Grupy takie nie był jednolite ideologiczne, toczyły się wśród nich dyskusje nt. rewolucji kulturalnej. Atakowano samego Mao uważając że liderem Chin powinien być Zhou Enlai czy Liu Shaoqi. Sytuacja ta doprowadziła do dalszych podziałów i powstania tzw. ortodoksyjnego maoizmu. Jednym przedstawicieli nurtu ortodoksyjnego był J. Jurquet który przedstawił prochińskie poglądy na I Kongresie PCMLF w 1968 roku.
Przez wiele środowisk zachodnich maoizm uznawany był jako klasyczny wzorzec leninizmu. Prasa zachodnia atakowała ZSRR za odejście od wzorca komunistycznego którym miało być ChRL i określała ZSRR jako kraj rewizjonistyczny czy też pisała o ustroju Chin jako ustroju demokratycznym. Maoiści zaatakowali leninowską strategię nowej partii działającej na zasadach centralizmu demokratycznego, krytykę centralizmu demokratycznego przyjęła m.in. włoska grupa Il Manifesto na czele z Rossano Rossandą.
W 1967 roku KPCh oficjalnie poparła 79 organizacji maoistycznych, w 1971 roku grup takich było jedynie 25. Na przełomie 1970–72 z chińskich publikacji krajowych zniknęły dane dotyczące ugrupowań maoistycznych w Europie. Stopniowo KPCh ograniczyło tę politykę, ponownie udzielając poparcia maoistom europejskim. Tym razem złagodzono hasła ultrarewolucyjne. Część grup skrytykowała nową mniej rewolucyjną strategię KPCh. Po śmierci Mao nowe kierownictwo KPCh zrewidowało jego dotychczasową politykę i rozpoczęło stopniowe otwarcie na Zachód. Część rozłamowców opowiedziała się za maoizmem proalbańskim (hodżyzmem) krytykującym teorię trzech światów i zmiany zachodzące w ChRL.

### Działalność ruchów maoistowskich według regionów

#### Europa
We Włoszech działała grupa Il Manifesto skupiona wokół pisma o tej samej nazwie. Grupa ta składała się z byłych członków Włoskiej Partii Komunistycznej wydalonych z partii w roku 1969. Pismo to ukazuje się do dziś w nakłądzie sięgającym około 25.000 egzemplarzy. Najbardziej znanym aktywistą grupy była Rossana Rossanda. Zbliżone do Il Manifesto poglądy miała organizacja Lotta Continua, także wywodząca się z Włoskiej Partii Komunistycznej. Organizacja założona została w 1968 roku przez grupę działaczy działających w piśmie o tym samym tytule. Kolejnym włoskim ugrupowaniem zbliżonym do maoizmu była Avanguardia Operaia w której oprócz rozłamowców z Partii Komunistycznej działały także środowiska trockistowskie. Wszystkie trzy grupy początkowo odwołujące się do założeń idei Mao Zedonga, stopniowo odstąpiły od haseł maoistowskich.
We Włoszech powstały stricte maoistowskie partie polityczne – w 1966 roku, Komunistyczna Partia Włoch Marksistowsko-Leninowska oraz powstała w 1968 roku Włoska Partia Komunistyczna Marksistowsko-Leninowska. Partie różniły się pod względem stanowisk wobec Chin. Komunistyczna Partia Włoch M-L cieszyła się poparciem Komunistycznej Partii Chin, druga z partii natomiast dystansowała się od sytuacji w ChRL, szczególnie po śmierci Mao.
We Francji prochińscy maoiści założyli w 1968 roku Komunistyczną Partię Francji Marksistowsko-Leninowską na czele której stanął Jacques Jarqueta. Organem prasowym partii jest tygodnik L’Humanite Rouge (przed 1970 roku wydawany pod nazwą L’Humanite Nouvelle). Komunistyczna Partia Francji M-L zyskała poparcie ze strony kierownictwa partii chińskiej. Pozostałymi grupami maoistycznymi są m.in. Lewica Proletariacka (działa wokół miesięcznika Sprawa Ludu), na jej czele stał niegdyś Alain Geismar – jeden z liderów protestów maja i czerwca 1968 roku. Niezależni maoiści tj. Komunistyczna Organizacja Pracowników podjęli współpracę z innymi grupami skrajnej lewicy (dla porównania ortodoksyjni maoiści z FPK M-L odrzucali współpracę z innymi nurtami lewicowymi) tak więc np. w wyborach municypalnych z 1977 roku grupa ta wystartowała w wyborach z trockistami z Rewolucyjnej Ligi Komunistycznej.
W RFN działała maoistowska Komunistyczna Partia Niemiec (odwołująca się do KPD sprzed 1956 roku). Jednak w odróżnieniu do dawnej KPD miała ona charakter stricte maoistyczny i bardziej radykalny. KPD miała dwie organizacje młodzieżowe – Komunistyczny Związek Studentów oraz Komunistyczny Związek Młodzieży Niemiec. W 1968 roku maoiści założyli Komunistyczną Partię Niemiec Marksistowsko-Leninowską, która jednak została dość szybko zmarginalizowana. Według danych rządu RFN w 1976 roku w kraju działało 12 organizacji maoistycznych. Kolejnymi grupami maoistów były m.in. Komunistyczny Związek Niemiec Zachodnich czy Komunistyczny Związek Robotniczy Niemiec. W 1982 roku powstała Marksistowsko-Leninowska Partia Niemiec.
W Wielkiej Brytanii działa prochińska Komunistyczna Partia Wielkiej Brytanii Marksistowsko-Leninowska oficjalnie popierana niegdyś przez KPCh. W UK dyskusje nad ideą Mao organizowało pismo New Left Review (dyskutowano także nad koncepcjami działaczy tj. Lew Trocki. W Portugalii w połowie lat 70. działało pięć organizacji maoistycznych).
W Polsce Kazimierz Mijal założył w 1965 roku nielegalną Komunistyczną Partię Polski. Partia została rozbita w ciągu czterech lat.

#### Ameryka
W latach 1961–1965 powstała Postępowa Partia Pracy, założona przez Mike’a Rosena oraz Billa Eptona. Początkowo partia popierała maoizm, a do 1971 roku była nawet popierana przez KPCh. Po zakończeniu procesu rewolucji kulturalnej w Chinach, partia krytykowała wydarzenia w ChRL i ogłosiła swoją niezależność od idei Mao. Obok tej grupy działało kilka marginalnych organizacji maoistycznych tj. Rewolucyjna Partia Komunistyczna.
W Argentynie działają Rewolucyjna Partia Komunistyczna oraz Awangarda Komunistyczna. Maoiści argentyńscy niegdyś wysuwali hasła guerilli jednak nie robili nic aby w praktyce utworzyć ugrupowania militarne. Ruch maoistowski w Brazylii niegdyś reprezentowany był przez Komunistyczną Partię Brazylii która następnie przeszła na pozycje bliższe hodżyzmowi.
Od lat 80. w Peru trwa wojna domowa pomiędzy maoistami z grupy Świetlisty Szlak a rządem Peru.
Do maoizmu odwoływała się działająca w czasie kolumbijskiej wojny domowej guerilla Armia Wyzwolenia Ludowego (później przeszła na stanowiska hodżystowskie).

#### Azja
Ze względu na bliskość geograficzną Japonii i Chin dość bliska maoizmowi była Komunistyczna Lewicowa Partia Japonii, która w 1975 rozpadła się na dwie frakcje.
W okresie między pierwszym a drugim powstaniem malajskim, prochińską ideologię przyjęła Komunistyczna Partia Malajów związana z ruchem partyzanckim Malajska Narodowa Armia Wyzwolenia skupiająca w swoich szeregach głównie etnicznych Chińczyków. Rząd Chin a konkretnie Deng Xiaoping zaoferował wsparcie dla partyzantów co było jednym z czynników które wpłynęły na wybuch drugiego powstania. Chińczycy swą pomoc dla partyzantki wstrzymali w 1974 roku. Duże wpływy maoizm zyskał też w Sarawaku gdzie zbliżona do maoizmu Organizacja Komunistyczna Sarawaku liczyła około 24 tysięcy działaczy. Działacze maoistowscy z Sarawaku od 1962 roku do 1990 prowadzili nieudaną rebelię separatystyczną.
W Indiach w 1964 roku doszło do rozłamu w tamtejszym ruchu komunistów. W jego wyniku prochińscy komuniści założyli ugrupowanie pod nazwą Komunistyczna Partia Indii (Marksistowska). Partia zdobyła duże wpływy większe od Komunistycznej Partii Indii od której się oderwali. W partii działały odłamy domagające się współpracy koalicyjnej w rządach stanowych oraz takie odłamy które domagały się prowadzenia walki rewolucyjnej. W 1967 roku KPI (M) nawiązała współpracę z KPI, zawiązano koalicje rządowe w Kerali i Bengalu Zachodnim. Działania koalicyjne uznane został za zakończenie flirtu z maoizmem i krytyką stricte maoistowskich metod walki. W 1969 roku wydaleni z CPIM przedstawiciele frakcji radykałów założyli Komunistyczną Partię Indii Marksistowsko-Leninowskiej o charakterze maoistowskim, nowa partia rozpoczęła działania partyzanckie. W rezultacie od końca lat 60. w Indiach trwa powstanie maoistowskie. Maoistowscy rebelianci znani są jako naksalici. W 2004 roku powstała Komunistyczna Partia Indii (Maoistowska), która w 2009 roku została zdelegalizowana jak organizacja terrorystyczna.
Narodowowyzwoleńczy Ludowy Front Wyzwolenia Palestyny w pewnym okresie przyjął niektóre hasła maoistowskie i otrzymywał pomoc ze strony rządu Chińskiej Republiki Ludowej.
W okresie radzieckiej interwencji w Afganistanie mniejszą grupę antyrządowych i antyradzieckich rebeliantów stanowiły organizacje maoistowskie takie jak Organizacja Wyzwolenia Afganistanu, Organizacja Wyzwolenia Ludu Afgańskiego czy Afgański Front Mudżahedinów Walki o Wolność (ostatnia grupa była współtworzona przez islamistów). Część tych grup była aktywna jeszcze przed radziecką interwencją.
Pod koniec lat 90., batalię antyrządową rozpoczęła Komunistyczna Partia Nepalu (Maoistowska). Do zakończenia konfliktu doszło w listopadzie 2006 roku. Wojna zakończyła się zwycięstwem Nepalu którzy w miejsce monarchii wprowadzili demokratyczną republikę federalną. A w 2008 roku zorganizowali wybory parlamentarne w których uzyskali oni 38% głosów. Po dojściu do władzy KPN (M) oficjalnie zrezygnowała z ideologii maoizmu deklarując że „w czasach Mao nie były rozwinięte koncepcje federalizmu i pluralizmu politycznego, a teraz mamy oba”.
W XXI wieku w Bhutanie powstała zbrojna opozycja skupiona wokół Bhutańskiej Partii Komunistycznej (Marksistowsko-Leninowsko-Maoistowskiej) i jej zbrojnego ramienia Tygrysów Bhutanu.
Maoizm zdobył pewne poparcie w krajach takich jak Filipiny, Malezja, Birma czy Tajlandia. W 1965 roku prochińscy komuniści próbowali dokonać zamachu stanu w Indonezji został on jednak rozbity przez rząd.

#### Afryka
Pierwotnie ruchem maoistowskim była angolańska organizacja partyzancka UNITA, następnie przeszła jednak na pozycje prawicowe, kapitalistyczne i konserwatywne.